# Rivière Hillsborough
La rivière Hillsborough, aussi connue comme East River, est une rivière canadienne dans le nord-est du comté de Queens, sur l'Île-du-Prince-Édouard.
En 1997, la rivière Hillsborough a été inscrite au réseau des rivières du patrimoine canadien.

## Histoire

### Bataille de Port-la-Joye
Après le Siège de Louisbourg (1745) durant la Troisième Guerre intercoloniale, les attaquants de la Nouvelle-Angleterre capturèrent l'Île Saint-Jean (Île-du-Prince-Édouard).  Les attaquants de la Nouvelle-Angleterre avaient deux vaisseaux de guerre et 200 soldats cantonnés à Port-La-Joye. Pour reprendre l'Acadie, Ramezay fut envoyé de Québec pour rejoindre les forces avec l'Expédition du duc d'Anville.  En arrivant à Chignecto, il envoya l'officier français Charles Deschamps de Boishébert à l'Île Saint-Jean en reconnaissance pour évaluer la grosseur de l'armée de la Nouvelle-Angleterre. Quand Boishebert fut revenu, Ramezay envoya Joseph-Michel Legardeur de Croisille et de Montesson avec plus de 500 hommes, dont 200 d'entre eux étaient des Micmacs, à Port-La-Joye. En juillet 1746, la bataille eut lieu près de Northeast River (Rivière Hillsborough).  Montesson et ses troupes tuèrent ou emprisonnèrent 40 hommes de la Nouvelle-Angleterre. Montesson fut recommandé pour s'être distingué dans son premier commandement indépendant.
D'après le recensement de 1752, les Acadiens arrivèrent à la rivière Nord-Est, Ile St. Jean (aujourd'hui la rivière Hillsborough) en 1750. L'influent acadien Joseph-Nicolas Gautier dit Ballair et sa famille déménagèrent de Annapolis Royal, Nouvelle-Écosse à la rivière Nord-Est (Hillsborough) à l'endroit où se situe Scotchfort.
Par ailleurs, la famille de Jean Pitre et plusieurs personnes de la famille Henry arrivèrent de Maitland (Nouvelle-Écosse) dans le comté de Hants lors de l'exode des Acadiens pour échapper aux hostilités après l'arrivée des protestants en Nouvelle-Écosse et les pouvoirs établis à Halifax (1749). Toute la communauté d'acadiens mourut durant la Guerre de la Conquête dans la déportation des Acadiens (1758). Ils furent déportés sur le navire Duke William, qui coula dans la Manche. Le naufrage du Duke William est l'un des plus grands désastres marins dans l'histoire canadienne (en considérant le nombre de Canadiens décédés).

## Rivières et autoroutes
De sa source près du hameau agricole de Head of Hillsborough dans la partie nord-est du comté, la rivière coule vers le sud-ouest, devenant un estuaire à Mount Stewart. Elle s'élargit graduellement de plusieurs douzaines de mètres à environ un km à son embouchure au port de Charlottetown. La longueur de la rivière est d'environ 45 km, 12 d'entre eux étant son estuaire.
La rivière était la 27e au Canada et la première à l'Île-du-Prince-Édouard à être nommée au réseau des rivières du patrimoine canadien. L'estuaire de la rivière est en face de communautés héritages et agricoles, des digues acadiennes, des chantiers navals historiques et le quai de Charlottetown (où les Pères de la Confédération débarquèrent). La partie d'eau douce de la rivière coule à travers une forêt antique et des régions agricoles, ainsi que plusieurs marécages. La rivière, sur son tracé d'eau douce, ressemble à un ruisseau des autres provinces du Canada.
Un pont fut construit par le Chemin de fer de l'Île-du-Prince-Édouard entre Charlottetown et Southport au-dessus de la large rivière (pont de la rivière Hillsborough. Il s'agissait alors d'un des plus longs ponts pour le chemin de fer dans l'est du Canada, ainsi qu'un des plus longs ponts de chemin de fer à voie étroite au monde. Par ailleurs, il y a un plus petit pont à Mount Stewart.
Le pont moderne pour l'autoroute fut construit à côté de celui entre Charlottetown et Southport en 1962 et fut modernisé et allongé en 1995. Des ponts d'autoroutes additionnelles traversent la rivière à Mount Stewart et en différents endroits en amont de Mount Stewart.
La rivière est hôte de plusieurs activités récréationnelles ainsi que la pêche de palourdes et des huîtres. La rivière souffre de niveaux excessifs de nitrate et la vase coule vers les fermes et les zones de développement. 